# Tjechov, Moskva oblast
För andra betydelser, se Tjechov (olika betydelser).

Tjechovs officiella flagga.

Tjechov (ryska: Чехов) är en stad i Moskva oblast i Ryssland. Folkmängden uppgick till 69 028 invånare i början av 2015.

## Sport

### Idrottsklubbar från staden
- GK Tjechovskije Medvedi, handbollsklubb
- HK Vitjaz Tjechov, ishockeyklubb